# Franz Dietrich von Ditfurth
Franz Dietrich von Ditfurth (* 1738 auf Gut Dankersen bei Rinteln an der Weser; † 1813) war ein deutscher Freimaurer und Illuminat im Zeitalter der Aufklärung.

## Leben

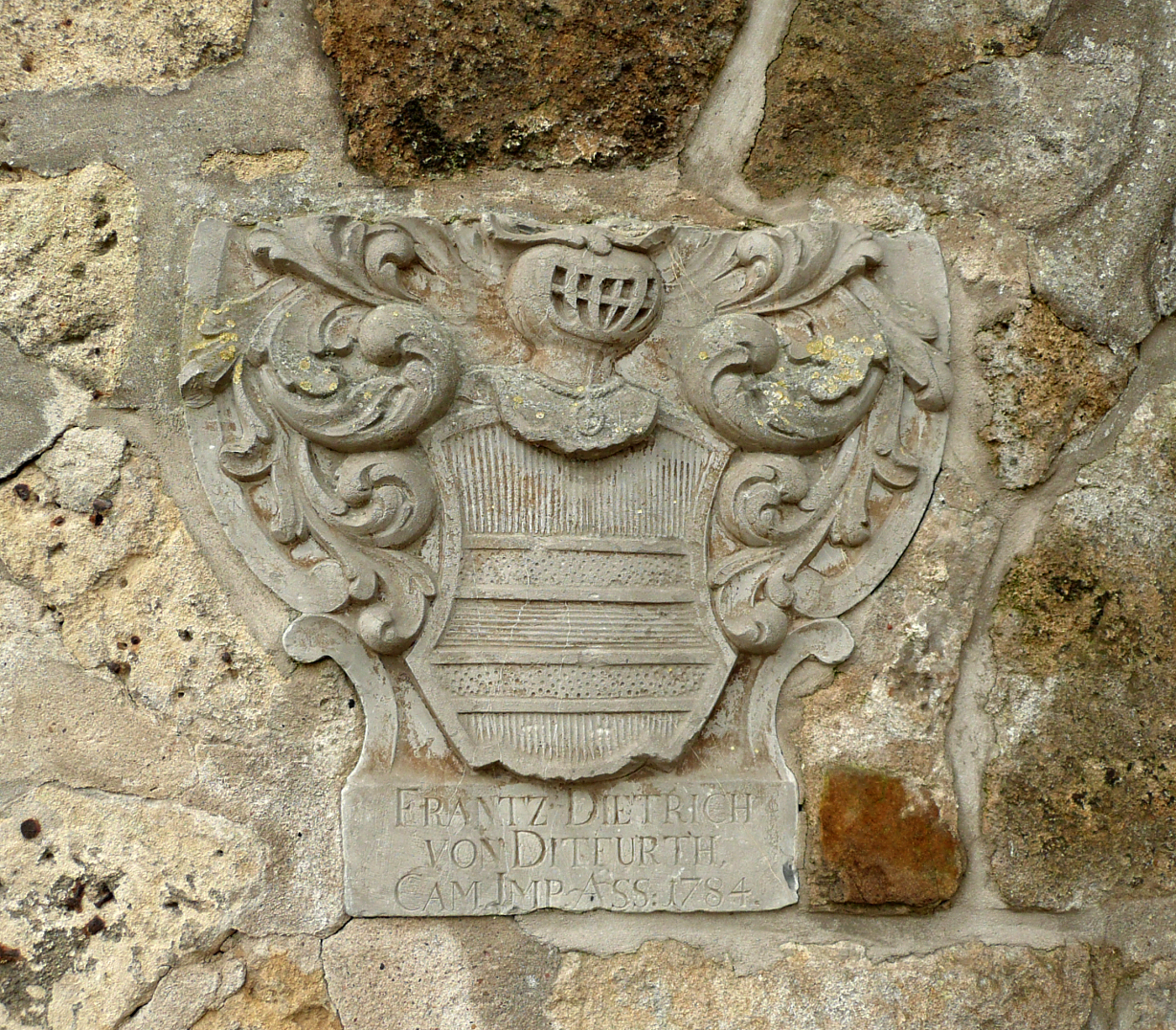
Frantz Dietrich von Ditfurth – Wappen am Tor von Rittergut Lemmie

Nach dem Studium der Rechtswissenschaft wurde Franz Dietrich von Ditfurth 1762 Kanzleiassessor in Wolfenbüttel. 1773 legte er die Assessorenprüfung am Reichskammergericht in Wetzlar ab. 1777 wurde er Meister vom Stuhl der Wetzlarer Freimaurerloge Joseph zu den drey Helmen, die er zu großer Blüte brachte. Er trat 1782 auf dem Wilhelmsbader Konvent als Gegner der Hochgradfreimaurerei des Templerordens auf, denn er wollte die Freimaurerei von seiner Ansicht nach überflüssigem Ballast befreien. Dafür wurde er vom Konvent relegiert.
Darauf gründete er mit seinem Freund Johann Karl Brönner aus Frankfurt den Eklektischen Bund, womit die Freimaurerei entscheidend reformiert wurde. Ditfurth wurde 1783 Provinzialgroßmeister dieses Bundes, dem sich in den folgenden Jahren zahlreiche Logen anschlossen oder die von Wetzlar aus gegründet wurden.
Neben Adam Weishaupt und dem Freiherrn Knigge zählt Ditfurth auch zu den bedeutendsten Illuminaten.